# 紀元前231年
紀元前231年（きげんぜん231ねん）は、ローマ暦の年である。

## 他の紀年法
- 干支 : 庚午
- 日本
  - 皇紀430年
  - 孝霊天皇60年
- 中国
  - 秦 - 始皇16年
  - 楚 - 幽王7年
  - 斉 - 斉王建34年
  - 燕 - 燕王喜24年
  - 趙 - 幽繆王5年
  - 魏 - 景湣王12年
  - 韓 - 韓王安8年
- 朝鮮 :
- ベトナム :
- 仏滅紀元 : 316年
- ユダヤ暦 :

## できごと

### ギリシア
- マケドニア王国の王デメトリウス2世はアエトリアに対抗するため、イリュリアの王アグロンに対してイピロス北部のアドリア海に出兵を要請した。イリュリアの兵はアエトリア軍を敗走させ、領土を取り返した。

### 共和政ローマ
- 共和政ローマはメッサリアに使節を送り、そこを本拠とするカルタゴの将軍ハンニバルと交渉した。

### 中国
- 韓が秦に南陽の地を割譲した。秦は内史騰を仮の南陽郡守とした。
- 魏が秦に土地を割譲した。秦はそこに麗邑を置いた。
- 代で地震が起こった。楽徐から以西、北は平陰まで被害が及んだ。家屋や牆壁の大半が壊れ、地割れが東西百三十歩に及んだ。